# NSU Max-serie
De NSU Max-serie is een serie motorfietsen van NSU uit de jaren vijftig. De officiële naam van het eerste model was NSU Max 251 OSB. Het getal 251 stond voor: 250 cc 1 cilinder, de letters OSB voor Obengesteuert, Sport, Blockmotor (kopklepmotor, sport, blokmotor). De serie werd in verschillende uitvoeringen geproduceerd van 1952 tot 1963.

## Max 251 OSB en Max 251 OSB Spezial
De 251 OSB kwam in 1952 op de markt. Het model was ontwikkeld door Albert Roder, die eerder de NSU Fox 101 OSB had gemaakt. Het was een enigszins eigenzinnig maar ook modern ontwerp. Het hele rijwielgedeelte, inclusief de voorvork en de achterbrug, was van plaatstaal gemaakt. Daardoor was de machine licht, maar ook de productiekosten waren lager. Ook de motor was bijzonder. Het was een eencilinder viertaktmotor met een enkele bovenliggende nokkenas, maar die nokkenas werd niet aangedreven door een koningsas, tandwielen of een ketting, maar door het door Roder zelf ontwikkelde Ultramax systeem. De Max 251 OSB werd in 1954 afgelost door de Max 251 OSB Spezial. Vanaf dat moment ging het oudere type door het leven als "Standard". De Max 251 OSB Spezial had een volle naaf voorrem en een grotere benzinetank. 

## Max 301 OSB
In 1955 bracht NSU speciaal voor de Oostenrijkse markt een 300 cc model uit. In Oostenrijk hief men hoge invoerrechten voor 250 cc motorfietsen en daarom was het gunstiger een 300 cc model te maken. Daarvoor had men zowel de boring (72 mm) als de slag (73 mm) groter gemaakt. De machine leverde 21 pk bij 6.600 tpm. Er werden er slechts 2756 van gemaakt, omdat ze voor de Duitse markt niet interessant waren. Daar gold weer een hogere wegenbelasting en een andere rijbewijscategorie motorfietsen tot 250 cc (Führerschein Klasse 4). 

## Supermax
In 1956 verdween ook de 251 OSB Spezial weer uit de winkel. Hij werd opgevolgd door de NSU Supermax, in navolging van de Superfox. Bij de Supermax was de cantileververing vervangen door twee meer gebruikelijke veer/demperelementen naast het achterwiel en de machine kreeg een papieren luchtfilter. 

### Motor
De motor was een staande luchtgekoelde eencilinder viertakt met twee kleppen en een enkele bovenliggende nokkenas die werd aangedreven door het Ultramax systeem. De boring was 69 mm, de slag was 66 mm, waardoor de cilinderinhoud 246,8 cc bedroeg. Het was een blokmotor, d.w.z. dat de versnellingsbak in hetzelfde carter lag als de krukas. Een andere vinding van Roder was de "Beruhigte Luft", een systeem waarbij de inlaatlucht eerst door het frame ging, waardoor de snelheid minder werd en het stof al in het frame kon neerslaan. Het luchtfilter zat ook in het frame. 

### Aandrijving
De Max had een meervoudige droge platenkoppeling en een voetgeschakelde vierversnellingsbak. Het achterwiel werd door een ketting aangedreven. 

### Rijwielgedeelte
Er was een plaatstalen open ruggengraatframe toegepast, en ook de geduwde schommelvork aan de voorkant en de swingarm aan de achterkant waren van plaatstaal. Achter was een cantilever veersysteem toegepast, met een enkele veer die in het frame onder het zadel verdween. Bij het eerste type, dat later de naam "Standard" kreeg, was een halve naaf trommelrem in het voorwiel toegepast. 

## Geländemax
In 1955 ontwikkelde NSU op basis van de NSU Max een terreinmotor, de "Geländemax". De motor had iets meer vermogen (19,5 pk) gekregen. De uitlaat was omhoog gebogen en onder het carter zat een beschermplaat. Er waren grotere schokdempers gemonteerd en uiteraard ook noppenbanden. Met deze machine werd ook aan zijspanwedstrijden deelgenomen. In 1956 won het team van NSU een gouden medaille tijdens de 31e ISDE in Garmisch-Partenkirchen. Erwin Schmider won met de Geländemax tussen 1958 en 1967 tien maal de Duitse terreintitel in de klasse tot 350 cc. 

## Max Scrambler 251 OSB
In 1957 bestelde de Amerikaanse importeur 230 speciale Max-modellen voor de "Scramble" (enduro) wedstrijden. De machines werden ontwikkeld uit de Geländemax, maar hadden een langere voorvork met buitenliggende veer/demperelementen, een 21 inch voorwiel, een kleinere koplamp die makkelijk kon worden afgenomen voor motorcrosswedstrijden, een kleinere tank, een breed stuur, hogere voetsteunen, een duozadel, een hogere uitlaat en een korter achterspatbord. Als motor werd de 18 pk Supermax motor gebruikt, maar er was een opvoerkit leverbaar. Ook werd er een speciale uitlaatdemper meegeleverd, omdat de Amerikaanse importeur een zwaarder geluid wilde. Dat moest wel betaald worden met een klein vermogensverlies. Twaalf van deze machines werden in Joegoslavië geleverd. In Duitsland was de Scrambler niet te koop.

## Rennmax
| NSU Rennmax uit 1953, nog met twee koningsassen naast de cilinder |
| NSU Rennmax met dolfijnkuip                                       |
| Rennmax "Blauwe Walvis" met druppelstroomlijn                     |

De NSU Rennmax kwam in 1952 op de circuits. Behalve de naam had de Rennmax eigenlijk niet veel overeenkomsten met de andere Max-modellen. Hij was gebaseerd op de NSU RK 350 en de NSU RK 500. De RK ("Renn Kompressor") 350 was al vóór de Tweede Wereldoorlog ontwikkeld en hij was toen door zijn grote gewicht nog niet opgewassen tegen de snelle DKW's. Na de oorlog waren compressoren internationaal verboden, maar in nationale wedstrijden en bij snelheidsrecords mochten ze gewoon gebruikt worden. Daarom had Albert Roder zelfs nog een 500 cc versie gemaakt. De compressormachines hadden twee cilinders en dubbele bovenliggende nokkenassen. Elke nokkenas had zijn eigen koningsas voor de aandrijving. Dat kreeg de Rennmax ook. Aanvankelijk was het nog een "vierkante" motor met een boring/slagverhouding van 54 x 54 mm. Werner Haas werd testrijder en binnen een half jaar steeg het vermogen van 25 naar 29 pk bij 9.800 tpm. Bij de GP des Nations in Monza werd Haas tweede achter Enrico Lorenzetti met de Moto Guzzi Gambalunghino. In 1953 werd ook Reg Armstrong als coureur aangetrokken, maar Werner Haas werd de eerste Duitser die wereldkampioen werd in de 250 cc klasse én (met de Rennfox) ook in de 125 cc klasse. De Rennmax leverde toen al 31 pk. In 1954 werd de motor door Walter Froede herzien. De slag werd veel korter om de zuigersnelheid binnen de perken te houden, een van de koningsassen verdween en de machine leverde al 39 pk bij 11.500 tpm. Met deze machine pakten Haas, Hollaus en "HP" Müller de eerste drie plaatsen in de 250 cc klasse van het wereldkampioenschap wegrace. Bij de Lightweight TT reed Werner Haas een nieuw ronderecord van 201 km/h gemiddeld. Bij de GP van Duitsland op de Solitudering reed Rupert Hollaus met de druppelstroomlijn zelfs 217 km/h. Het seizoen 1954 eindigde echter met een grote tegenslag, toen Rupert Hollaus tijdens de 125 cc training van de laatste Grand Prix (Monza) verongelukte. Daarop nam men bij NSU het besluit onmiddellijk te stoppen met wegraces. Er werd zelfs niet meer gestart in Monza, maar in dat seizoen wonnen de NSU's alle wedstrijden waarin ze dat wel deden. 

### Motor
De motor was een staande paralleltwin met twee bovenliggende nokkenassen die elke een eigen koningsasaandrijving hadden. De krukas was drie maal gelagerd. De motor werd gevoed door twee 25,4 mm carburateurs. boring en slag bedroegen 54 x 54 mm, maar in 1954 werd de slag aanmerkelijk korter en werd de verhouding 55,9 x 50,8 mm. Toen verdween ook een van de koningsassen. Alleen die voor de inlaatnokkenas werd gehandhaafd en in de cilinderkop werd door middel van tandwielen de uitlaatnokkenas aangedreven. 

### Aandrijving
Bij de eerste uitvoering werd de meervoudige droge platenkoppeling nog aangedreven door een primaire ketting, maar in 1954 werd die vervangen door een tandwieltrein. Daarna verliep de aandrijving via een vierversnellingsbak en een ketting naar het achterwiel. 

### Rijwielgedeelte
Aanvankelijk had de Rennmax een dubbel wiegframe (een buisframe), maar in 1953 werd dat vervangen door een plaatframe dat veel weg had van dat van de normale NSU Max-modellen. De Rennmax had al vanaf het begin een vrij ver doorgevoerde vorm van stroomlijnen. Al het materiaal daarvoor was vrij grof geklopt uit aluminium. De tophalfkuip liep naadloos over in de benzinetank en voor en achter waren forse spatborden aangebracht. In 1954 werd al de eerste dolfijnkuip gebruikt, die toen nog een echte "bek" aan de voorkant had. In datzelfde jaar verscheen ook de "Blauwal" (blauwe walvis) met een volledige druppelstroomlijn. De voorvork was een geduwde schommelvork en aan de achterkant zat een normale swingarm met twee veer/demperelementen. In het begin zaten vóór en achter simplexremmen, maar in 1954 waren ze vervangen door duplexremmen. 

## Sportmax
Al in 1953 verscheen een prototype van de Sportmax op de baan. Tijdens de GP van Spanje werd de machine tiende. In 1954 werd Georg Braun tijdens de GP van Zwitserland al tweede achter de Rennmax van Rupert Hollaus. Toen NSU zich na de dood van Rupert Hollaus als fabriek terug had getrokken, bouwde Karl Kleinbach buiten de fabriek een serie Sportmaxen, die aan privérijders werden verkocht. NSU verkocht ook losse motorblokken en ombouwkits waardoor klanten de machines zelf konden assembleren. Hoewel de Sportmax een gemodificeerde eencilindermotor had, was het toch een groot succes. Het vermogen lag ongeveer 10 pk onder dat van de Rennmax, maar desondanks werd Hermann Paul "HP" Müller er in 1955 wereldkampioen mee. Buiten Duitsland was de machine ook populair. Sammy Miller werd er in het wereldkampioenschap zesde mee en John Surtees zevende. In 1956 stonden er in de eindstand van de 250 cc klasse in het wereldkampioenschap tien Sportmaxen, waarvan Horst Kassner met de vijfde plaats de beste was. In 1957 was het succes minder groot, maar in 1958 werd Mike Hailwood vierde.

## Maxi 175 OSB
In 1957 verscheen de Maxi 175 OSB als kleinere en goedkopere uitvoering van de NSU Max. Hij had de moderniseringen van de Supermax gekregen, zoals de dubbele schokdempers achter en het plaatwerk stuur met verborgen bekabeling. Natuurlijk waren de boring en de slag kleiner geworden (62 x 58 mm) maar de koppeling en de uitlaat zaten bij dit model aan de rechterkant. In 1963 eindigde de productie bij NSU, ze werd overgenomen door het merk Pretis in Sarajevo

## Technische gegevens
| NSU                  | Max 251 OSB                                      | Rennmax                                                       | Sportmax                               | Max 251 OSB Spezial                              | Max 301 OSB                                      | Geländemax                             | Supermax                               | Max Scrambler 251 OSB                  | Maxi 175 OSB                           |
| -------------------- | ------------------------------------------------ | ------------------------------------------------------------- | -------------------------------------- | ------------------------------------------------ | ------------------------------------------------ | -------------------------------------- | -------------------------------------- | -------------------------------------- | -------------------------------------- |
| Periode              | 1952-1954                                        | 1952-1954                                                     | 1953-1960                              | 1954-1956                                        | 1955-1956                                        | 1955-1967                              | 1956-1963                              | 1957                                   | 1957-1963                              |
| Categorie            | toermotor                                        | fabrieksracer                                                 | productieracer                         | toermotor                                        | toermotor                                        | enduromotor                            | toermotor                              | enduromotor                            | toermotor                              |
| Motortype            | OHC met Ultramax                                 | DOHC met twee koningsassen vanaf 1954: DOHC met één koningsas | OHC met Ultramax                       | OHC met Ultramax                                 | OHC met Ultramax                                 | OHC met Ultramax                       | OHC met Ultramax                       | OHC met Ultramax                       | OHC met Ultramax                       |
| Bouwwijze            | staande eencilinder                              | paralleltwin                                                  | staande eencilinder                    | staande eencilinder                              | staande eencilinder                              | staande eencilinder                    | staande eencilinder                    | staande eencilinder                    | staande eencilinder                    |
| boring               | 69 mm                                            | 54 mm 1954: 55,9 mm                                           | 69 mm                                  | 69 mm                                            | 72 mm                                            | 69 mm                                  | 69 mm                                  | 69 mm                                  | 62 mm                                  |
| slag                 | 66 mm                                            | 54 mm 1954: 50,8 mm                                           | 66 mm                                  | 66 mm                                            | 73 mm                                            | 66 mm                                  | 66 mm                                  | 66 mm                                  | 58 mm                                  |
| Cilinderinhoud       | 246,8 cc                                         | 247,3 cc 1954: 249,3 cc                                       | 246,8 cc                               | 246,8 cc                                         | 297,2 cc                                         | 246,8 cc                               | 246,8 cc                               | 246,8 cc                               | 175,1 cc                               |
| Compressieverhouding | 1:7,4                                            | Onbekend                                                      | Onbekend                               | Onbekend                                         | 1:7,4                                            | 1:7,6                                  | onbekend                               | onbekend                               | 1:7,8                                  |
| Max. Vermogen        | 15 pk bij 6.500 tpm                              | 31 pk bij 10.400 tpm 1954: 39 pk bij 11.500 tpm               | 28-30 pk bij 9.000 tpm                 | 17 pk bij 6.500 tpm                              | 21 pk bij 6.600 tpm                              | 17 pk bij 6.500 tpm                    | 18 pk bij 6.750 tpm                    | 18 pk bij 6.750 tpm                    | 12,5 pk bij 6.500 tpm                  |
| Smeersysteem         | dry sump                                         | dry sump                                                      | dry sump                               | dry sump                                         | dry sump                                         | dry sump                               | dry sump                               | dry sump                               | dry sump                               |
| Topsnelheid          | 115 km/h                                         | 210 km/h 1954: 217 km/h                                       | ca. 210 km/h                           | 126 km/h                                         | onbekend                                         | onbekend                               | 126 km/h                               | onbekend                               | 110 km/h                               |
| koppeling            | meervoudige droge platenkoppeling                | meervoudige droge platenkoppeling                             | meervoudige droge platenkoppeling      | meervoudige droge platenkoppeling                | meervoudige droge platenkoppeling                | meervoudige droge platenkoppeling      | meervoudige droge platenkoppeling      | meervoudige droge platenkoppeling      | meervoudige droge platenkoppeling      |
| Versnellingen        | 4 voetgeschakeld                                 | 4 voetgeschakeld 1954: 6 voetgeschakeld                       | 4 voetgeschakeld                       | 4 voetgeschakeld                                 | 4 voetgeschakeld                                 | 4 voetgeschakeld                       | 4 voetgeschakeld                       | 4 voetgeschakeld                       | 4 voetgeschakeld                       |
| Aandrijving          | ketting                                          | ketting                                                       | ketting                                | ketting                                          | ketting                                          | ketting                                | ketting                                | ketting                                | ketting                                |
| Rijwielgedeelte      | plaatframe                                       | dubbel wiegframe (buisframe) 1954: Plaatframe                 | plaatframe                             | plaatframe                                       | plaatframe                                       | plaatframe                             | plaatframe                             | plaatframe                             | plaatframe                             |
| Voorvork             | geduwde schommelvork                             | geduwde schommelvork                                          | geduwde schommelvork                   | geduwde schommelvork                             | geduwde schommelvork                             | geduwde schommelvork                   | geduwde schommelvork                   | geduwde schommelvork                   | geduwde schommelvork                   |
| Achtervork           | swingarm met cantilever vering en frictiedempers | swingarm met twee veer/demperelementen                        | swingarm met twee veer/demperelementen | swingarm met cantilever vering en frictiedempers | swingarm met cantilever vering en frictiedempers | swingarm met twee veer/demperelementen | swingarm met twee veer/demperelementen | swingarm met twee veer/demperelementen | swingarm met twee veer/demperelementen |
| Stroomlijn           | geen                                             | tophalf 1953: dolfijnkuip 1954: druppelstroomlijn             | tophalf en druppelstroomlijn           | geen                                             | geen                                             | geen                                   | geen                                   | geen                                   | geen                                   |
| Leeg gewicht         | ca. 183 kg                                       | 184 kg 1954: 177 kg                                           | onbekend                               | 165 kg                                           | onbekend                                         | 165 kg met benzine/olie                | 174 kg                                 | ca. 165 kg                             | 137 kg                                 |
| Voorganger           | NSU 251 OSL                                      | geen                                                          | geen                                   | geen                                             | Max 251 OSB                                      | geen                                   | Max 251 OSB Spezial                    | Max Scrambler                          | geen                                   |
| Opvolger             | Max 251 OSB Spezial                              | geen                                                          | geen                                   | Supermax                                         | geen                                             | geen                                   | Supermax                               | geen                                   | geen                                   |